# Procès des frères Snow
Pour les articles homonymes, voir Snow.
Le procès des frères Snow est un procès qui a eu lieu lors du printemps de l'année 1847. Il a opposé un vieil homme nommé Cass (défendu par Abraham Lincoln), aux deux frères Snow. En effet ces derniers auraient acquis un attelage d'une charrue et deux bœufs à Case sans payer la note, avançant le fait qu'ils étaient mineurs et que ça les en dispensait. Ils ont également soutenu que Cass était au courant de leur minorité.

## Déroulement
Lors du procès, l'avocat des deux frères rappelle que la législation interdit aux mineurs de contracter, préparant ainsi leur exonération. Cet argument fait même  acquiescer le futur président. Il vient alors au tour d'Abraham Lincoln de parler, il se tourne vers les jurés : il leur demande s'ils sont prêts à laisser partir les deux frères pour qui cette affaire entachera leur vie et leur honneur et rappelle au jury qu'il a le devoir de les remettre sur la voie de l'honnêteté et de l'innocence. Il proclame défendre ici l'honneur des deux frères (mais aussi de son client, c'est entre autres pour cette raison qu'il n'a pas donné l'identité de son client). Il va même jusqu'à citer Othello ou le Maure de Venise de Shakespeare.

« Une bonne réputation, Monseigneur,
C'est pour l'homme et la femme le plus précieux de leur âme.
Qui me vole ma bourse vole mes nèfles,
C'est quelque chose, ce n'est rien, ce fut à moi,
C'est à lui maintenant, et c'aura été
Le bien de milliers d'autres. Mais qui me fauche
Ma bonne renommée, celui-là me dérobe
Ce qui sans l'enrichir me rend vraiment pauvre. »